# سوندياتا جاينز
سوندياتا جاينز (بالإنجليزية: Sundiata Gaines)‏ مواليد 18 أبريل 1986 في كوينز، هو لاعب كرة سلة محترف أمريكي بدأ مسيرته الاحترافية في سنة 2008 ويحمل الرقم 14. يبلغ طوله 6 قدم 1 بوصة (1.9 م). لعب مع فرق عديدة في الرابطة الوطنية لكرة السلة.

## فرق لعب لها
- بالاكانسترو كانتو
- يوتاه جاز
- مينيسيوتا تيمبر وولفز
- تورونتو رابتورز
- بروكلين نتس
- فوجيان سترجيونز

## إحصائيات المسيرة

### الموسم الاعتيادي
| السنة   | الفريق                | لعب | بدأ | دقيقة | ميداني% | ثلاثية | حرة  | ارتداد | صنع | استلاب | تصدي | نقطة |
| ------- | --------------------- | --- | --- | ----- | ------- | ------ | ---- | ------ | --- | ------ | ---- | ---- |
| 2009–10 | يوتاه جاز             | 32  | 0   | 6.8   | .463    | .269   | .500 | .9     | 1.2 | .4     | .0   | 3.3  |
| 2010–11 | مينيسيوتا تيمبر وولفز | 8   | 0   | 8.1   | .318    | .333   | .500 | .8     | .8  | .4     | .0   | 2.6  |
| 2010–11 | تورونتو رابتورز       | 6   | 0   | 15.0  | .429    | .200   | .333 | 1.3    | 1.8 | .7     | .2   | 5.8  |
| 2010–11 | بروكلين نتس           | 10  | 0   | 14.6  | .417    | .235   | .550 | 2.4    | 2.5 | .9     | .0   | 5.5  |
| 2011–12 | بروكلين نتس           | 57  | 12  | 13.9  | .376    | .341   | .615 | 1.9    | 2.2 | 1.0    | .0   | 5.1  |
| المسيرة |                       | 113 | 12  | 11.6  | .397    | .301   | .562 | 1.5    | 1.8 | .7     | .0   | 4.5  |

## روابط خارجية
- سوندياتا جاينز على موقع إن بي أي (الإنجليزية)
- سوندياتا جاينز على موقع سبورتس رفرنس (الإنجليزية)
- سوندياتا جاينز على موقع كرة السلة الأوروبية.كوم (الإنجليزية)
- سوندياتا جاينز على موقع كلية كرة السلة في سبورتس رفرنس.كوم (الإنجليزية)
- سوندياتا جاينز على موقع ريلجم (الإنجليزية)
- سوندياتا جاينز على موقع بروبوليرز (الإنجليزية)
- سوندياتا جاينز على موقع سبورتس رفرنس (الإنجليزية)
- سوندياتا جاينز على موقع سبورتس رفرنس (الإنجليزية)